# Transport w Londynie
Transport w Londynie stanowi centrum połączeń drogowych, kolejowych i lotniczych w Wielkiej Brytanii. Miasto posiada rozbudowaną, gęstą sieć połączeń komunikacyjnych, w której zbiegają się krajowe linie kolejowe i autostrady. Ponadto, w Londynie znajduje się jedno z najruchliwszych lotnisk na świecie - Heathrow (obsługiwane przez ULTra, pierwszą w Londynie zautomatyzowaną kolejkę), a także port morski.
Wewnętrzny system komunikacji miejskiej w Londynie stanowi jeden z czterech głównych obszarów polityki burmistrza i zarządzany jest przez agencję wykonawczą Transport for London (TfL). TfL kontroluje większość środków transportu publicznego w granicach Wielkiego Londynu, w tym: London Underground, London Buses, Tramlink, Docklands Light Railway i London Overground. Pozostałe połączenia kolejowe obsługiwane są przez zewnętrznych przewoźników, a kontrolę nad nimi sprawuje Ministerstwo Transportu (Department for Transport). TfL kontroluje również większość głównych dróg.

## Metro i kolej lekka
Transport for London zarządza dwoma systemami kolejowymi, które nie są częścią krajowej sieci kolejowej. Większą jest londyńskie metro, obejmujące całe miasto, a mniejszą Docklands Light Railway, zautomatyzowana kolejka obsługująca centralną, wschodnią i południowo-wschodnią część miasta. Transport for London zarządza również systemem Tramlink skupionym w dzielnicy Croydon.

### London Underground

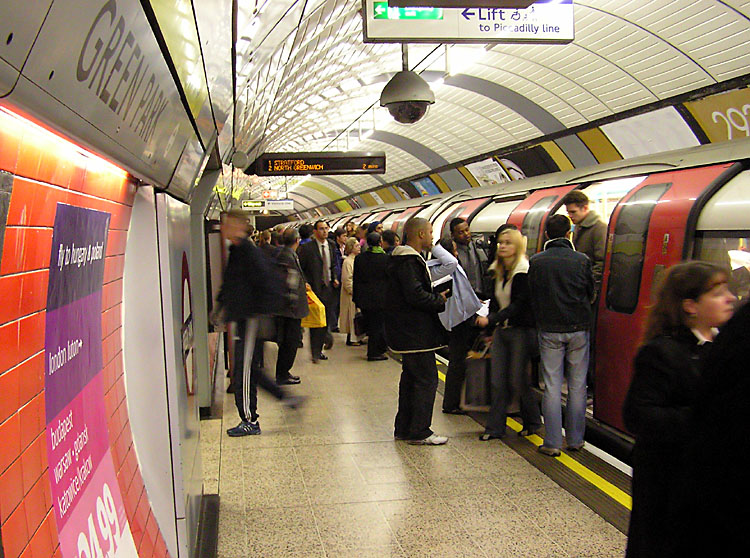
Pociąg linii Jubilee na stacji Green Park

Potocznie znane jako The Tube, londyńskie metro jest najstarszym systemem metra w świecie, działającym od 1863 roku. Ponad 3 miliony pasażerów korzysta z niego każdego dnia, a od 2006 roku 1 miliard rocznie. Metro posiada 11 linii (Bakerloo Line, Central Line, Circle Line, District Line, Hammersmith & City Line, Jubilee Line, Metropolitan Line, Northern Line, Piccadilly line, Victoria Line, Waterloo & City line), z których większość łączy centrum miasta z przedmieściami, jak również zapewnia transport w obrębie centrum, zwłaszcza z głównych stacji kolejowych.
Metro obsługuje 270 stacji i ma 402 kilometry tras, z czego 45% znajduje się pod ziemią. W metrze obowiązują Oyster card i Travelcard.

### Docklands Light Railway

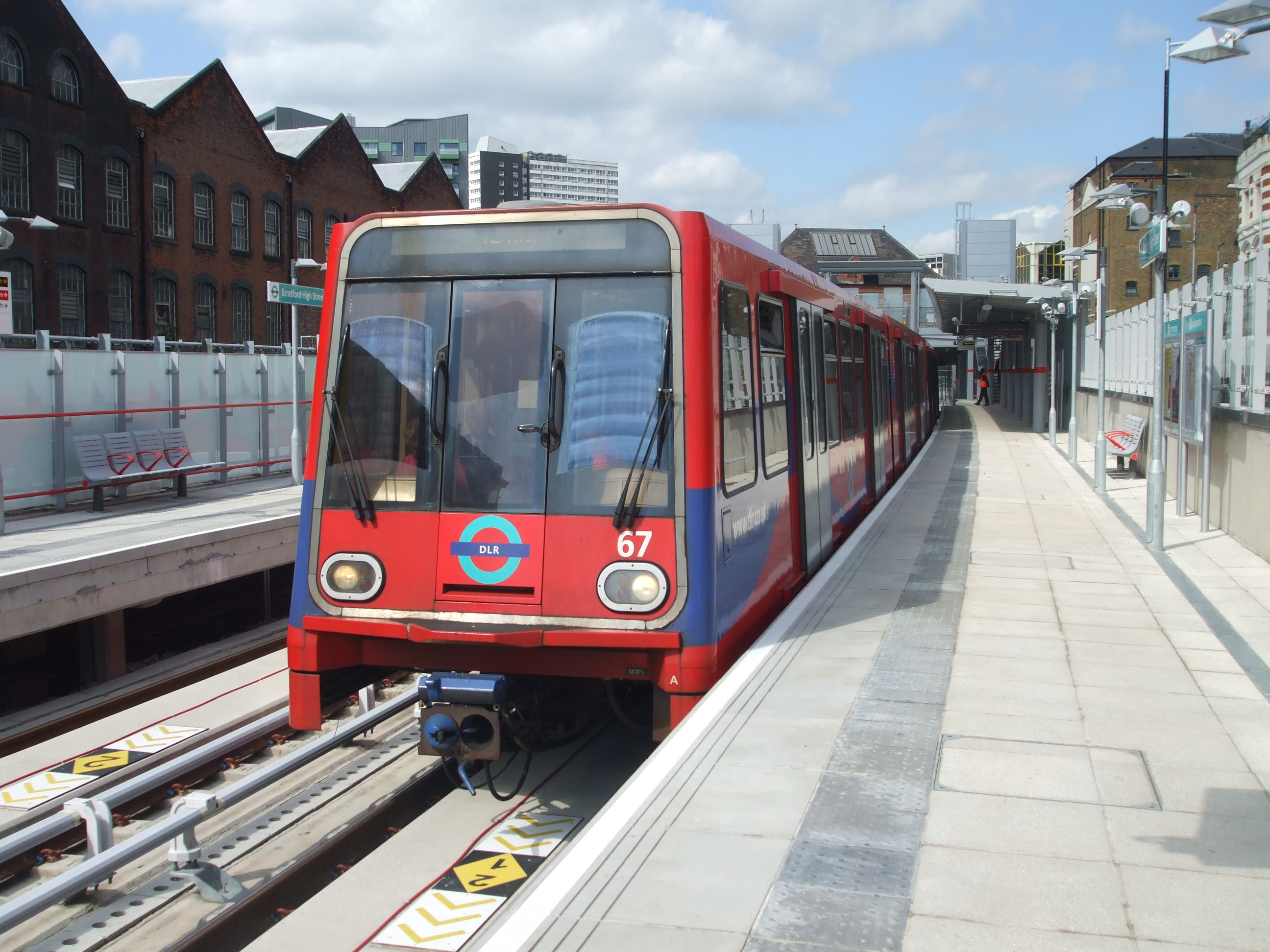
Zautomatyzowany pociąg Docklands Light Railway na stacji Stratford High Street

Docklands Light Railway (DLR) to zautomatyzowana lekka kolej, uruchomiona w 1987 roku, obsługująca dzielnicę portową Docklands we wschodnim Londynie. Stanowi uzupełnienie systemu metra, dzieląc z nim stawki opłat za przejazdy i posiadając kilka stacji z możliwymi przesiadkami pasażerów pomiędzy dwoma systemami. W skład DLR wchodzi 45 stacji, 34 kilometry tras i ponad 100 pociągów.
System obejmuje kilka dzielnic Londynu, sięgając na północ do Stratford, na południe do Lewisham, na zachód do Tower Gateway i na wschód Beckton, lotnisko City i Woolwich Arsenal. Ponadto, obsługuje stację Bank w City of London.
Rocznie z DLR korzysta prawie 70 milionów pasażerów. Docklands Light Railway jest zaznaczana na wszystkich schematach sieci metra.

### ULTra

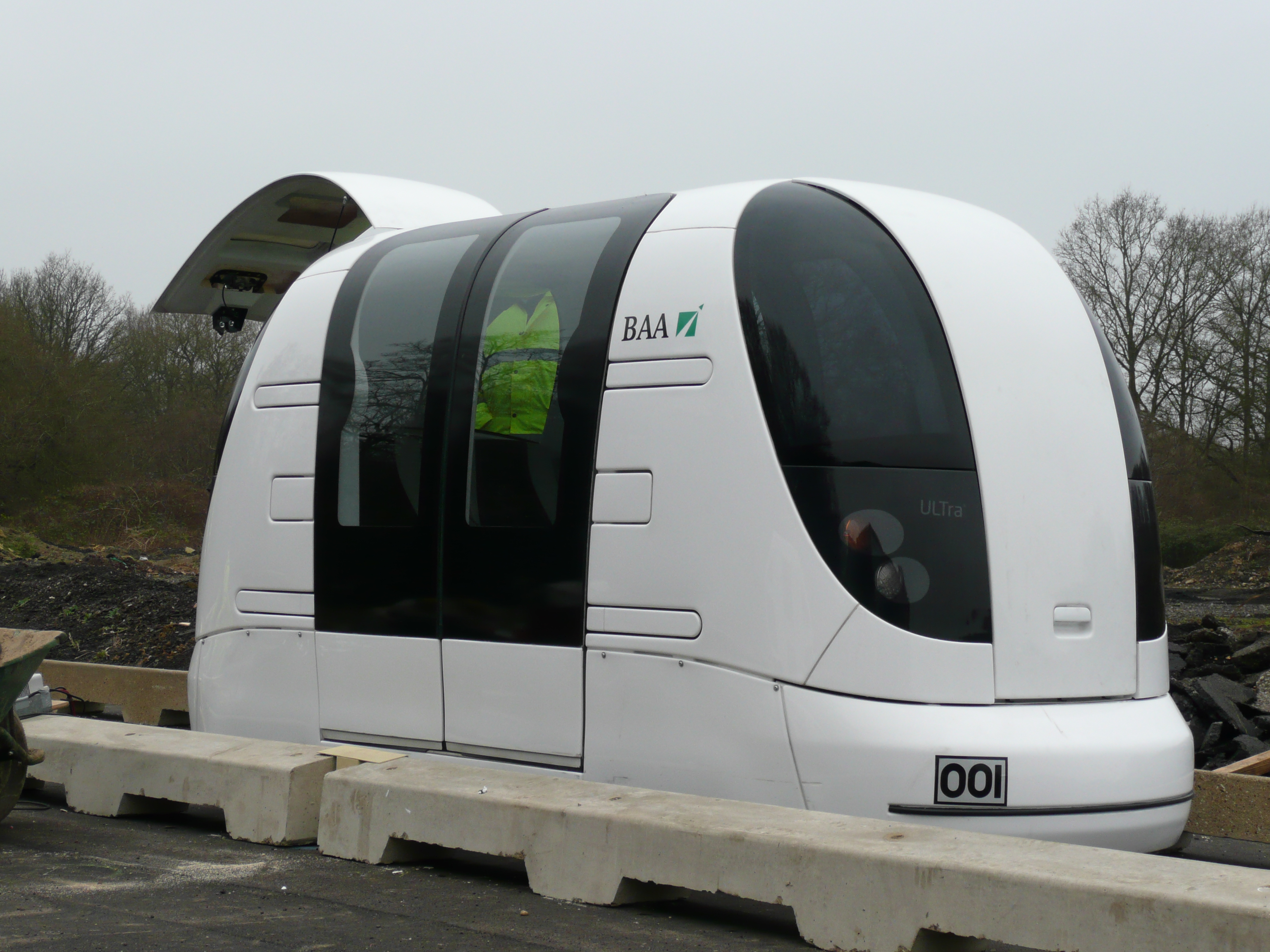
Pojazd ULTra

ULTra (Urban Light Transit) to w pełni automatyczny system złożony z „pod-ów”, małych, czteroosobowych, zasilanych bateriami samochodów. To innowacyjne rozwiązanie funkcjonuje na lotnisku Heathrow, gdzie zastąpiło dotychczasowe połączenie autobusowe między terminalem 5 a parkingiem samochodowym. Budowa zakończyła się w październiku 2008 roku, a następnie system testowany był m.in. przez pracowników lotniska. Pełne otwarcie ULTra nastąpiło w maju 2011 roku. System pozwolił na skrócenie czasu podróży z 15-20 minut do 5-6 minut, przy 50% oszczędności energii. ULTra nie znajduje się pod kontrolą Transport for London, lecz należy do zarządcy lotniska Heathrow.

### Tramwaje

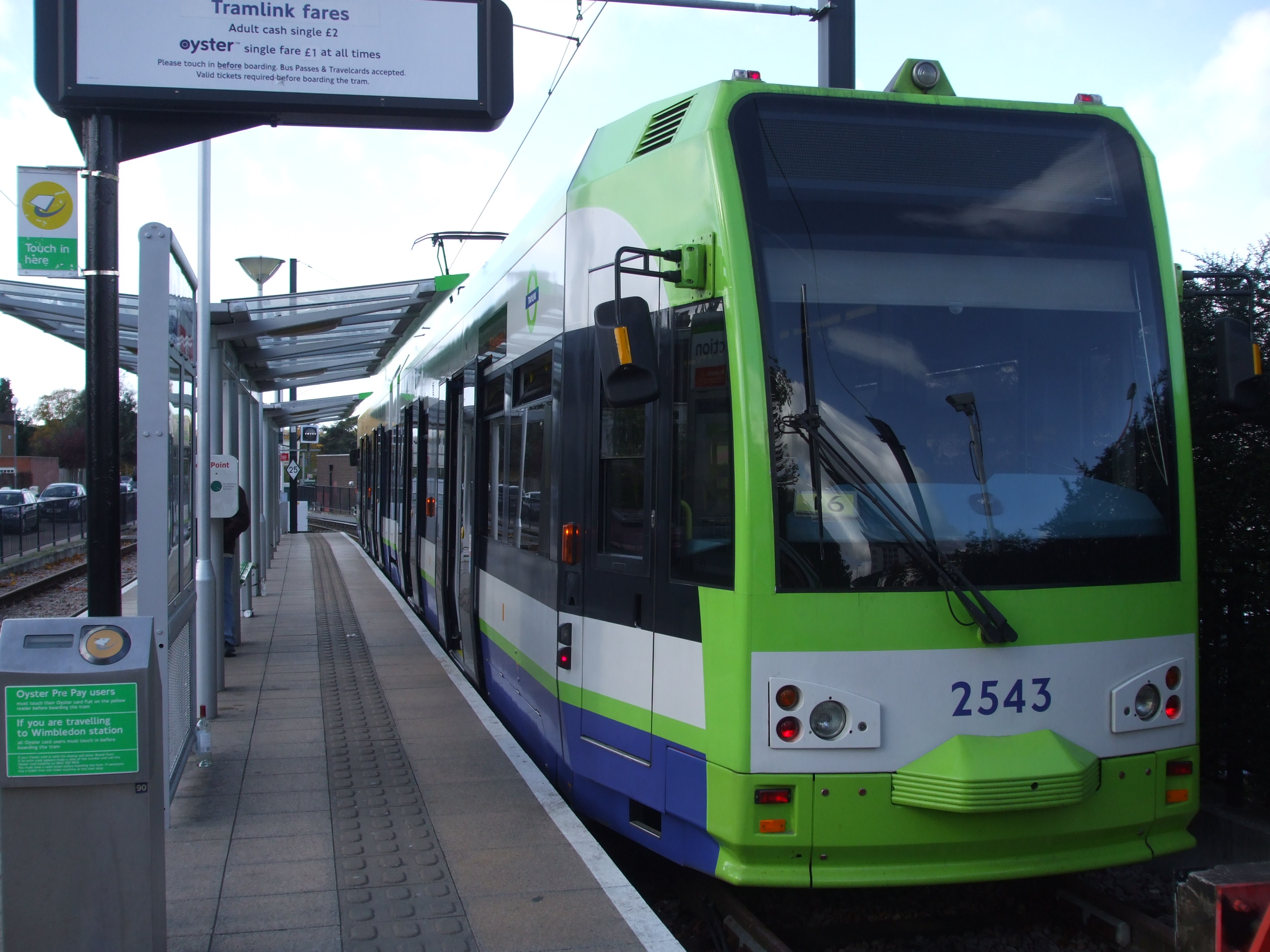
Pojazd Tramlink na stacji Beckenham Junction

System tramwajów w Londynie należy do najstarszych na świecie. Pierwsza linia tramwajowa została autoryzowana przez władze Londynu w 1870 roku i łączyła Brixton z Kennington, dzielnice położone w południowej części miasta. Rozległe linie tramwajowe zniknęły z ulic Londynu w połowie XX wieku, jednak nowy system został uruchomiony w 2000 roku w Croydon, na południowym krańcu Londynu. Sieć nazwana Tramlink łączy Croydon i okoliczne, naziemne stacje kolejowe z przedmieściami i z dzielnicą Wimbledon na południowym zachodzie miasta.
Łączna długość tras wynosi 28 kilometrów i posiada 39 przystanków. Tramwaje kursują na trzech liniach, a w czerwcu 2012 została uruchomiona czwarta.

## Kolej

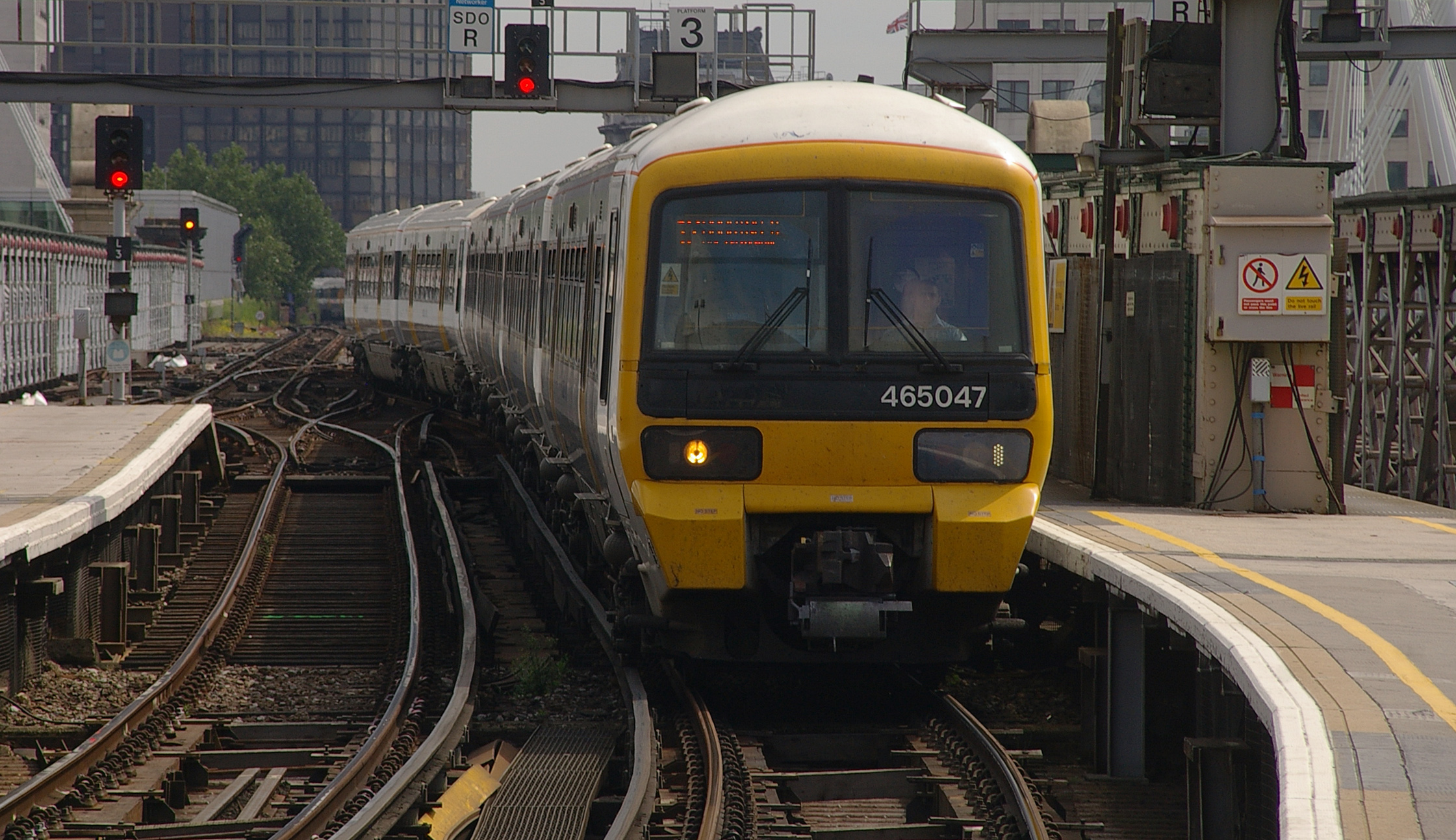
Pociąg Southeastern na stacji Charing Cross

Londyn jest punktem centralnym brytyjskiej sieci kolejowej. 14 stacji kolejowych zapewnia połączenia miejskie, międzymiastowe, międzynarodowe i lotniskowe. Większość obszarów miasta, nie pokrytych siatką połączeń metra i DLR, obsługiwane są przez kolej. Transport kolejowy nie jest podległy Transport for London, lecz realizowany jest przez prywatnych przewoźników.
W Londynie znajdują się następujące stacje kolejowe: Blackfriars, Cannon Street, Charing Cross, Euston, Fenchurch Street, King’s Cross, Liverpool Street, London Bridge, Moorgate, Marylebone, Paddington, St Pancras, Victoria i Waterloo.

### Kolej podmiejska
London Overground

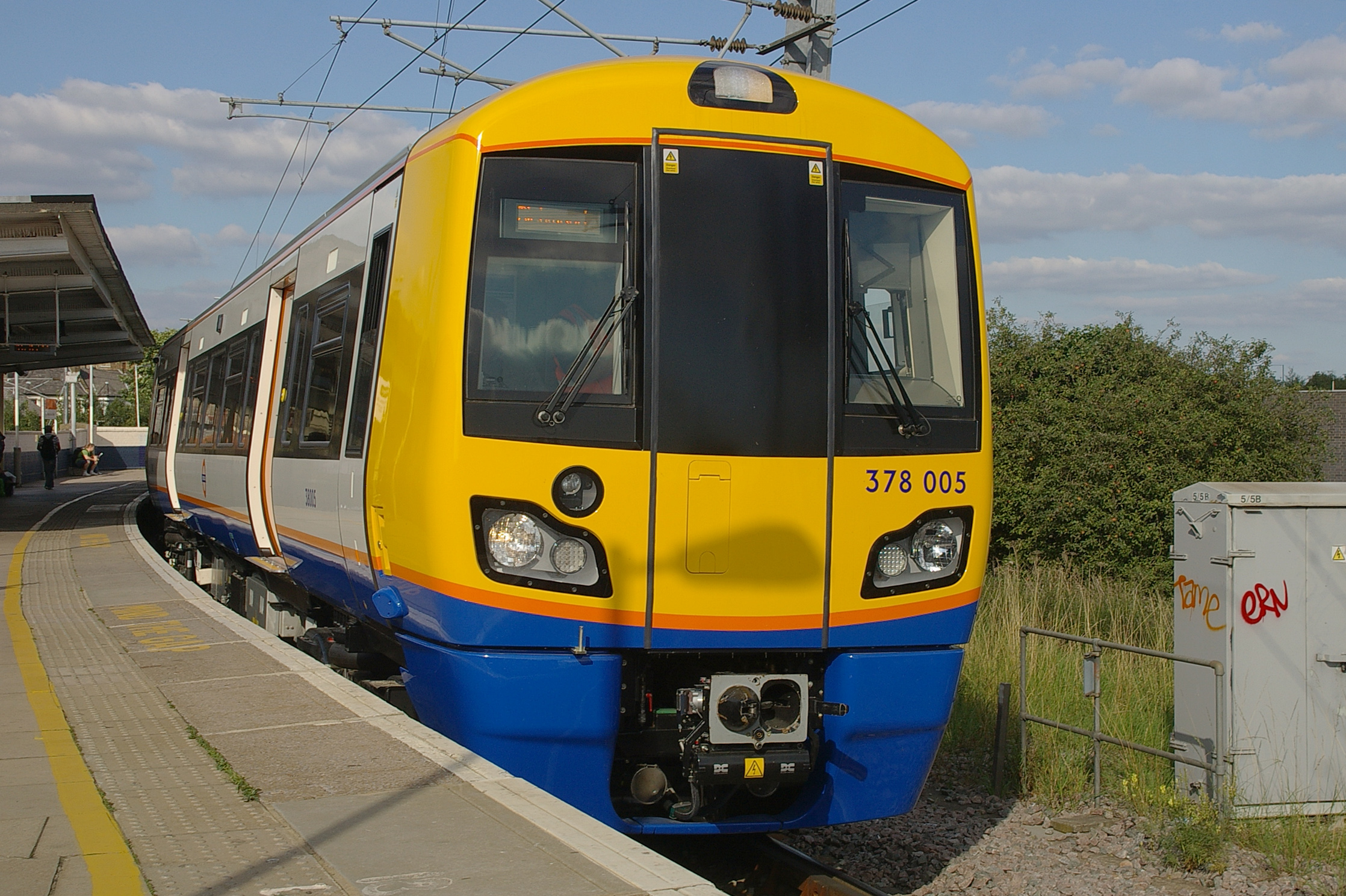
Skład London Overground

London Overground należące do London Overground Rail Operations i działające na podstawie koncesji Transport for London, obsługuje linie: North London, West London, Barking i Watford. Razem sieć stanowi 86 kilometrów tras i jest zintegrowana z londyńskim metrem. Akceptuje też karty Oyster. London Overground łączy 20 z 33 gmin Londynu.
Ponadto, połączenia na terenie Wielkiego Londynu, oraz poza nim, oferują następujący przewoźnicy: c2c, First Capital Connect, Greater Anglia, Heathrow Connect, First Great Western, Southeastern, Southern i South West Trains.

### InterCity
Stacje kolejowe oferują długodystansowe połączenia InterCity z wybranymi częściami Wielkiej Brytanii. Należą do nich:
- Euston, kierunki: West Midlands, North Wales, North West England i Szkocja, w tym Birmingham, Manchester, Liverpool i Glasgow.
- King’s Cross, kierunki: East Midlands, Yorkshire, North East England i Szkocja, w tym Peterborough, Leeds, Newcastle i Edynburg.
- Liverpool Street, kierunki: East Anglia, w tym Ipswich, Norwich i Cambridge.
- Charing Cross i London Bridge, kierunki: South East England i południowe wybrzeże, w tym: Medway, Canterbury i Dover.
- Paddington, kierunki: South West England i South Wales, w tym Reading, Bristol, Plymouth i Cardiff.
- St Pancras, kierunki: East Midlands i Yorkshire, w tym Leicester, Nottingham, Derby i Sheffield.

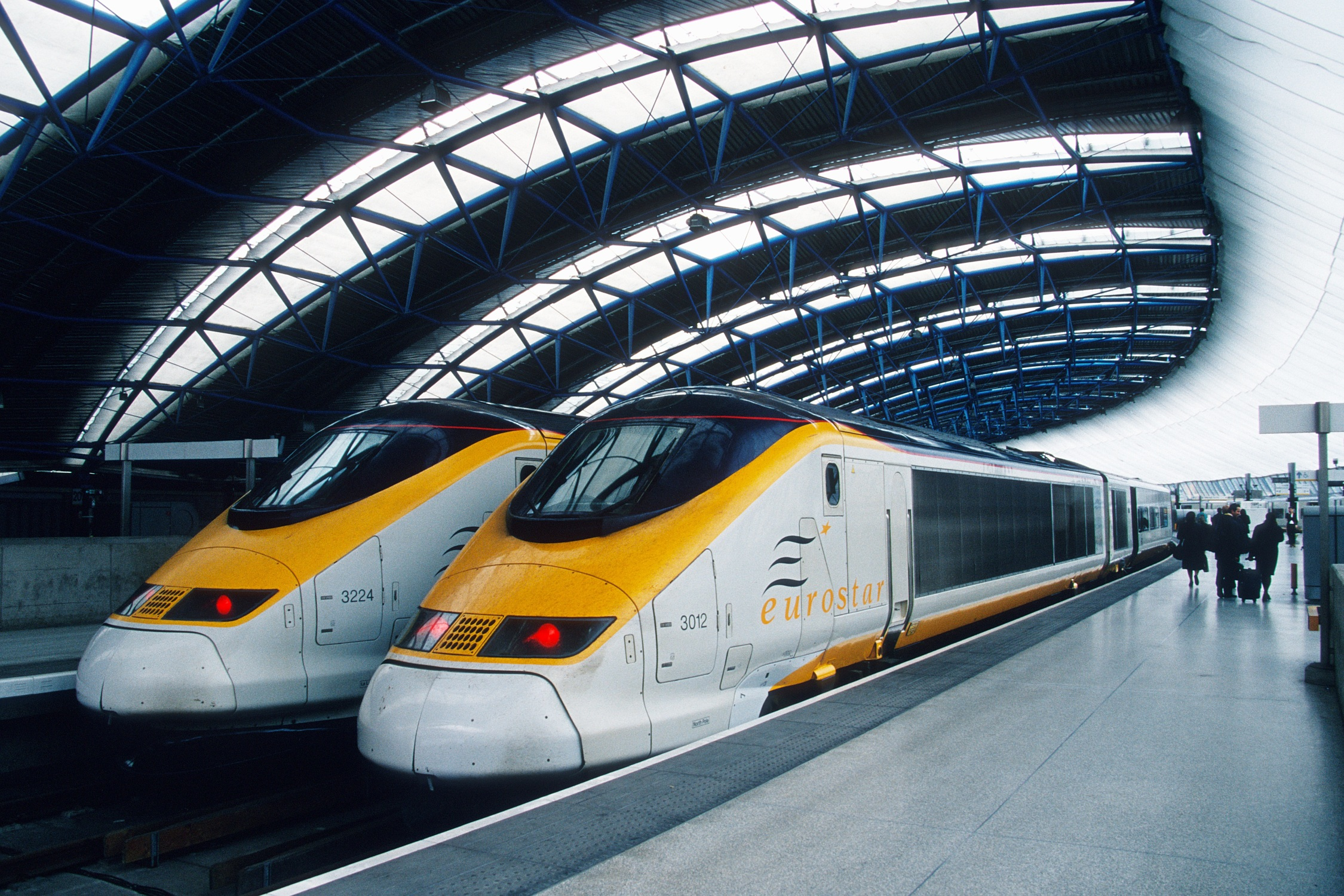
Pociągi Eurostar

- Victoria, kierunki: South East England i południowe wybrzeże, w tym: Brighton, Canterbury i Dover.
- Waterloo, kierunki: South East England i południowe wybrzeże, w tym: Southampton, Portsmouth, Bournemouth i Weymouth.
- Marylebone, kierunki: Chiltern Mainline, w tym: Aylesbury, High Wycombe i Birmingham.

### Połączenia międzynarodowe
Połączenia międzynarodowe oferowane są przez przewoźnika Eurostar z St Pancras International do Gare du Nord w Paryżu i do Bruxelles Midi w Brukseli (stacje pośrednie: Gare de Lille-Europe, Ashford International, Calais-Fréthun, Ebbsfleet International). Pociągi korzystają z Eurotunelu pod kanałem La Manche. Tabor stanowi 27 pociągów TGV Eurostar, w których mieści się po 750 pasażerów.

## Drogi

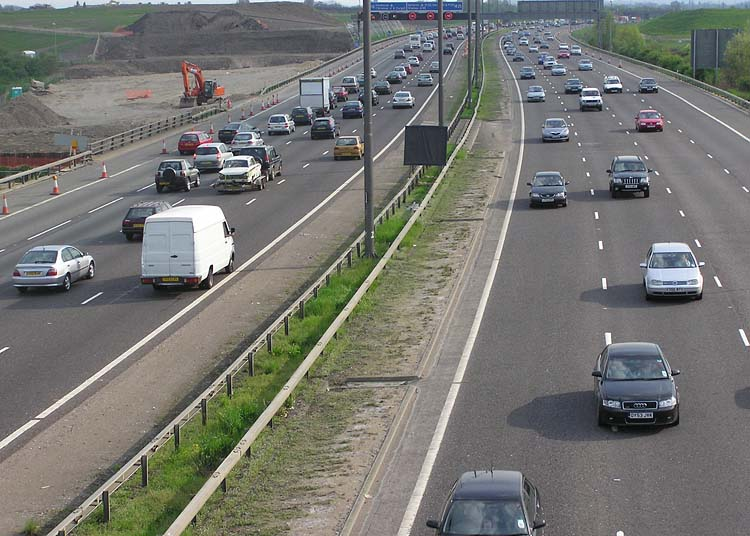
Autostrada M25

Mimo iż Londyn posiada szeroko rozwinięty system transportu publicznego, samochody są powszechnie stosowane. Siecią dróg na terenie miasta, o łącznej długości 580 kilometrów, zarządza London Streets, jednostka podległa Transport for London.
Ponadto, w Londynie i wokół niego, usytuowana jest sieć autostrad, a wśród nich (od północy, zgodnie z ruchem wskazówek zegara): A10 (do Hertford), M11 (do Cambridge), A12 (do Chelmsford), A127 (do Southend-on-Sea), A13 (do Southend-on-Sea), A2/M2 (do Chatham), A2/M20 (do Maidstone), A23/M23 (do Brighton i na lotnisko Gatwick), A3 (do Guildford), A316/M3 (do Basingstoke), the A4/M4 (do Reading i na lotnisko Heathrow), the A40/M40 (do Oxford), the M1 (do Luton i Milton Keynes) i the A1 (do Stevenage).

## Autobusy

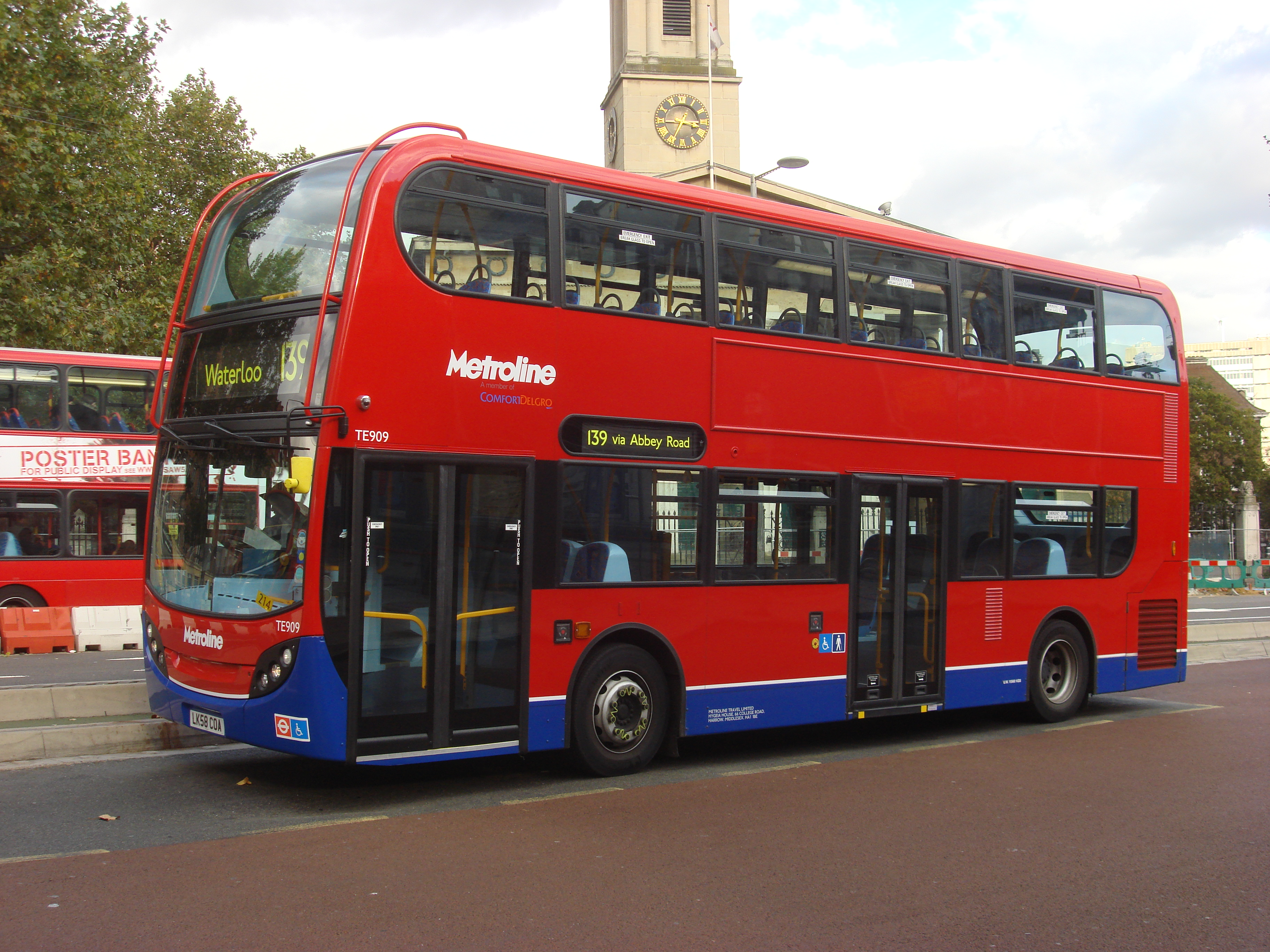
Autobus piętrowy linii 139

Na terenie Londynu działają 673 linie autobusowe, obsługujące około 19 000 przystanków. Za transport autobusowy odpowiedzialna jest spółka London Buses, należąca do Transport for London. Większość tras obsługiwanych jest przez nowoczesne, niskopodłogowe autobusy piętrowe, będące symbolem miasta. Wyparły one kultowe routemastery, które ostatecznie wycofano w 2005 roku. Po londyńskich drogach porusza się 7500 autobusów, obsługiwanych przez zewnętrznych przewoźników, wyłonionych na zasadach przetargu przez TfL.

## Taksówki

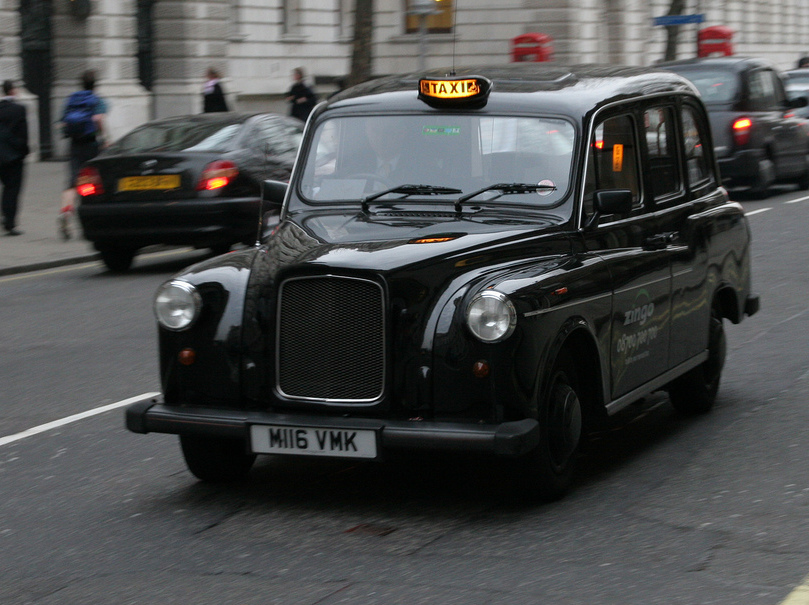
Londyńska czarna taksówka

Czarne taksówki będące symbolem Londynu są częstym widokiem na ulicach miasta. Prowadzone przez jedynych kierowców na świecie, którzy spędzają minimum trzy lata na nauce ulic i miejsc, zanim otrzymają licencję na prowadzenie taksówki. Zezwolenia wydawane są przez Public Carriage Office, należące do Transport for London. Taryfy londyńskich czarnych taksówek ustalane są przez TfL i kalkulowane na podstawie odczytu taksometru, znajdującego się w pojeździe.
W mieście funkcjonują również Private Hire Vehicles (PHV lub minicab), które są legalne, ale nie posiadają licencji na zabieranie pasażerów z ulicy, dlatego muszą być rezerwowane z wyprzedzeniem, telefonicznie lub w biurze operatora.

## Transport lotniczy

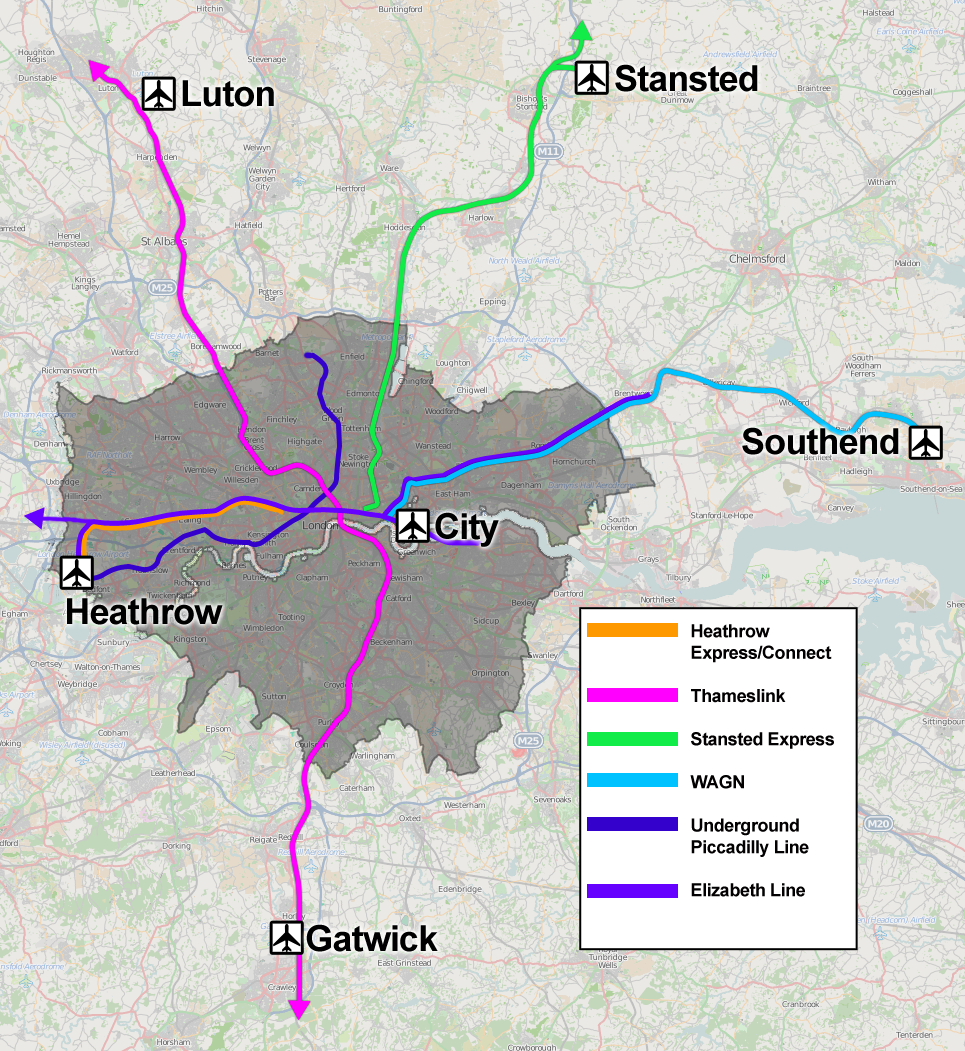
Położenie lotnisk Londynu

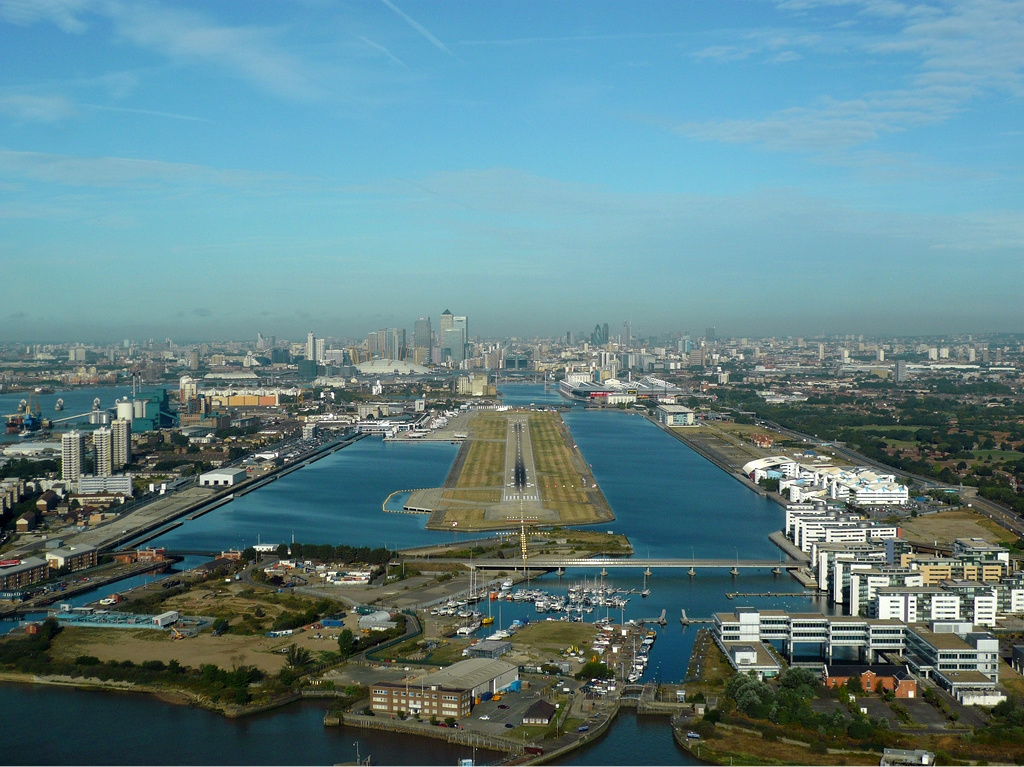
Lotnisko City

Londyn jest jednym z największych węzłów lotniczych na świecie. Rocznie z sześciu lotnisk obsługujących miasto, korzysta prawie 150 milionów pasażerów. W kolejności od największego są to: Heathrow, Gatwick, Stansted, Luton, City i Southend.
Heathrow i Gatwick obsługują głównie dalekodystansowe, międzynarodowe połączenia, a także europejskie i krajowe loty. Stansted, Luton i Southend przystosowane są do tanich usług krajowych i europejskich. Lotnisko City przeznaczone jest dla pasażerów biznesowych na trasach krótkodystansowych.
Lotniskiem najbliższym centrum Londynu jest City, znajdujące się około 10 kilometrów na wschód od City of London, w dzielnicy portowej Docklands. Pociągi Docklands Light Railway udostępniają połączenia na lotnisko w czasie poniżej 25 minut.
Pozostałe lotniska znajdujące się na granicy miasta, ale wewnątrz Wielkiego Londynu to: Biggin Hill, około 23 kilometrów na wschód od centrum, a także główne lotnisko Londynu - Heathrow, 20-25 kilometrów na południowy zachód od centrum.
Heathrow obsługuje blisko 70 milionów pasażerów rocznie, co czyni je jednym z najbardziej ruchliwych portów lotniczych w Europie. Heathrow posiada dwa pasy startowe i pięć terminali. Połączenia z lotniskiem zapewniają: kolej Heathrow Express, Heathrow Connect, linia metra Piccadilly, a także autostrady M4 i M25.
Lotnisko Gatwick znajduje się prawie 40 kilometrów na południe od centrum Londynu, w hrabstwie Sussex. Posiada jeden pas startowy i dwa terminale. Rocznie korzystają z niego około 34 miliony pasażerów. Oferuje loty krajowe, a także międzynarodowe, krótkiego i długiego zasięgu. Połączenie z lotniskiem oferują: Gatwick Express, Thameslink i Southern, a także autostrada M23. To najbardziej ruchliwe lotnisko na świecie, posiadające jeden pas startowy.
Southend znajduje się na wschód od Londynu, skąd można dojechać drogą numer A127. Został on rozbudowany, w związku z przygotowaniami do Igrzysk Olimpijskich w 2012 roku.
Stansted to lotnisko najdalej zlokalizowane od centrum Londynu, około 50 kilometrów na północ, w hrabstwie Essex. Posiada jeden pas startowy i jeden terminal. Rocznie korzysta z niego ponad 18 milionów pasażerów, na krótkich trasach międzynarodowych i krajowych. Dojazd zapewnia linia kolejowa Stansted Express i autostrada M11.
Luton znajduje się 45 kilometrów na północny zachód od Londynu. Posiada jeden pas startowy, znacznie krótszy niż pozostałe londyńskie lotniska, i terminal. Podobnie jak Stansted, oferuje głównie loty krótkodystansowe, międzynarodowe i krajowe. Transport na lotnisko umożliwia First Capital Connect oraz autostrada M1. W 2010 roku z lotniska skorzystało prawie 9 milionów pasażerów.

## Transport wodny

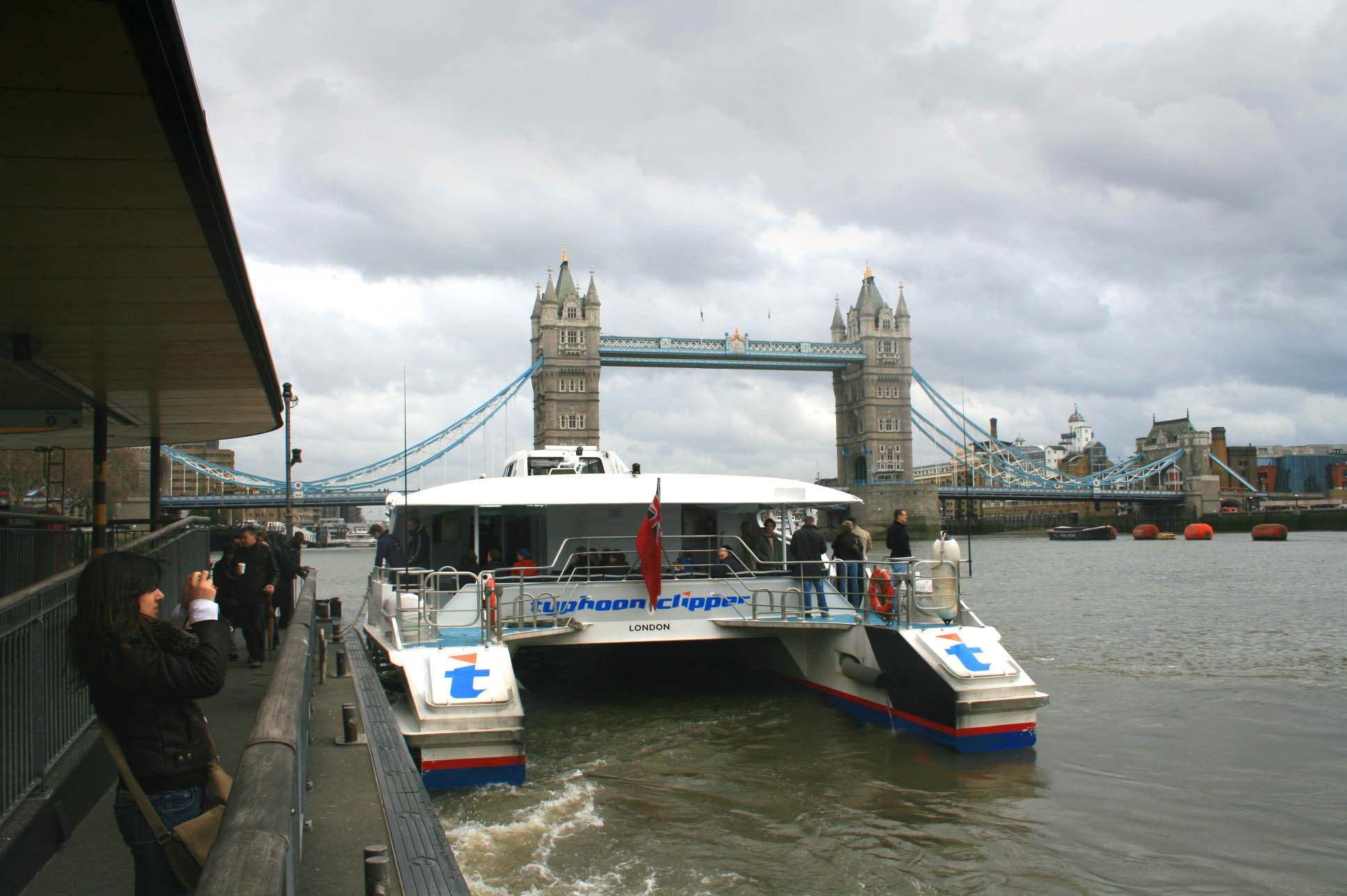
Autobus rzeczny na rzece Tamizie

Rzeka Tamiza umożliwia transport wodny za pomocą statków w głąb Wielkiego Londynu. Dawniej rzeka była jedną z głównych arterii komunikacji miejskiej w Londynie. Choć nie jest już tak popularny, ten rodzaj transportu odrodził się w 1999 roku, kiedy ustanowiono London River Services, działające z ramienia Transport for London. Obecnie działa na niewielką skalę sieć podmiejskich autobusów rzecznych i rejsów rekreacyjnych po Tamizie. Łodzie należą do prywatnych firm, Transport for London zarządza 8 pirsami w centralnym Londynie: Millbank Millennium, Westminster Millennium, Embankment, Festival, Blackfriars Millennium, Bankside, Tower Millennium i Greenwich.
W Londynie znajduje się kilka kanałów wodnych, m.in. Regent’s Canal, łączący Tamizę z Grand Union Canal (razem stanowią sieć dróg wodnych, pokrywających większą część Anglii). Zbudowane zostały w czasie rewolucji przemysłowej i służyły do przewozu węgla, surowców i żywności. Obecnie służą głównie właścicielom małych łodzi.